# Apolipoproteina A-I
Apolipoproteina A- I, (apoA-I) – zbudowany z 243 aminokwasów polipeptyd, należący do grupy apolipoprotein, kodowany przez gen APOA1, który jest białkową częścią lipoprotein, zwłaszcza lipoprotein o dużej gęstości (HDL). Jako główny składnik cząstek HDL, odgrywa szczególną rolę w metabolizmie lipidów. 
Jest syntetyzowana w wątrobie i jelicie, krąży w osoczu związana w 90 – 95% z lipoproteinami o dużej gęstości oraz w 5 – 10% w postaci ubogolipidowej. Uważa się, że jest głównym białkiem odpowiedzialnym za przeciwmiażdżycowe działanie HDL.
Istnieje wiele podtypów apoA-I, z których istotną klinicznie jest apolipoproteina A-I Milano.
Apo-AI jest często stosowany jako biomarker do przewidywania chorób sercowo-naczyniowych, którego czulszym wskaźnikiem aterogenności jest stosunek apolipoproteiny B/apolipoproteiny AI. Wielkość stosunku cząsteczek lipoprotein o niskiej gęstości (LDL)/(HDL) mierzony metodą NMR jest wykorzystywanym w medycynie wskaźnikiem możliwości wystąpienia chorób układu sercowo-naczyniowego, ale wykazuje się niższą czułością.
Apo-AI jest rutynowo mierzony za pomocą testów immunologicznych, takich jak ELISA lub nefelometria.

## Funkcja
Apolipoproteina AI jest głównym składnikiem białkowym cząstek lipoprotein o wysokiej gęstości(HDL) w osoczu i odgrywają ważną funkcję w regulacji poziomu cholesterolu. Najlepiej opisaną funkcją HDL jest ich rola w odwrotnym transporcie cholesterolu, w którym wolne od lipidów apoA-I lub małe HDL mogą przyjmować i pobierać cholesterol z komórek obwodowych, a następnie transportować go do wątroby w celu wydalenia. Znana jest jego wielofunkcyjna rola w odporności, zapaleniu, apoptozie, infekcji wirusowej i duży potencjał ochrony układu sercowo-naczyniowego w obniżeniu ryzyka chorób sercowo-naczyniowych, przypisując HDL miano ochronnej cząsteczki usuwającej tłuszcz. Ma działanie przeciwzakrzepowe i antyagregacyjne na płytki krwi, co wzmocniło jego rolę kardioprotekcyjną, a także jego skuteczność terapeutyczną przeciwko chorobie Alzheimerai niektórym chorobom nowotworowym.